# ميشو سيبالو
ميشو سيبالو (بالكرواتية: Mišo Cebalo) (ولد في 6 فبراير 1945 في زاغرب) لاعب شطرنج كرواتي يحمل لقب أستاذ كبير.
- فاز ببطولة العالم للشطرنج للشيوخ عام 2009.
- منح لقب مدرب أول من الاتحاد الدولي للشطرنج عام 2011.
- في سن العشرين لعب في بطولة كرواتيا للشطرنج، وحصل على لقب أستاذ.
- نال لقب أستاذ دولي عام 1978.
- فاز بدورة سميديريفسكا بالانكا عام 1980.
- نال لقب أستاذ كبير عام 1985.
- فاز في التصفيات بين المناطقية في ميندي تاكسو، المؤهلة لدورة الترشيح.
- فاز بالعديد من الدورات منها مهرجان لويجي أمالفي للشطرنج في جزيرة إلبا عام 2007.

## وصلات خارجية
- ميشو سيبالو على موقع مباريات الشطرنج (الإنجليزية)
- ميشو سيبالو على موقع 365Chess.com (الإنجليزية)
- ميشو سيبالو على موقع Chesstempo.com (الإنجليزية)
- ميشو سيبالو سجل أولمبياد الشطرنج على موقع OlimpBase.org (الإنجليزية)